# Palazzo Centurione (Gorreto)
Il palazzo Centurione è un edificio situato nel comune di Gorreto, in via Capoluogo, nella città metropolitana di Genova.

## Storia e descrizione
Fu edificato nel corso del XVII secolo con la caratteristica livrea a strisce bianche e nere. Nel palazzo, voluto dalla stessa famiglia Centurione di Genova, vi si amministrava l'attività giudiziaria oltre ad altre attività commerciali quali una cartiera, una conceria, un pastificio, una fornace per calce e mattoni ed un mulino per macinare la farina; qui era di stanza una guarnigione militare e sede di zecca.
Fu di proprietà della famiglia Centurione fino allo scoppio della seconda guerra mondiale; da tale periodo fu infatti sede dapprima di un comando militare e in seguito un distaccamento dei partigiani. Oggi l'edificio è in forte stato di degrado.